# カブルトゥ
カブルトゥ（Qabultu、? - ?）は、モンゴル帝国に仕えた将軍の一人。『元史』などの漢文史料では哈八児禿(hābāértū)と記される。

## 概要
カブルトゥはモンゴル部族の一つ、スニト(薛亦)氏の出身であった。カブルトゥはモンケ・カーンの南宋親征に従軍したのを皮切りに、親王タガチャル麾下での帝位継承戦争への参加で功績を挙げ、最期には南宋平定中に亡くなった。
カブルトゥの息子チャガンは父の後を継いで南宋平定に従軍し、襄陽・樊城の戦いなどで功績を挙げた。その後も南宋各地で転戦し、屯田千戸やダルガチなどを務めた後、1301年（大徳5年）に亡くなった。チャガンの死後は息子のタイナル（太納）が後を継いだ。